# آرئی‌سی (فیلم)
ضبط (انگلیسی: REC) فیلمی اسپانیایی در سبک ترسناک به کارگردانی و نویسندگی ژاوما بالاغارو و پاکو پلاسا است که در سال ۲۰۰۷ منتشر شد.

## خلاصه فیلم
نقش اول فیلم که یک گزارشگر تلویزیونی است، به همراه همکار خود (یک فیلمبردار) جهت گرفتن گزارشی به یک ایستگاه آتش‌نشانی می‌روند. گزارش آن‌ها به اینگونه است که هر مأموریت آتش‌نشانی پیش آمد با آن‌ها همراه شوند. مأموریت در یک ساختمان اتفاق می‌افتد که در آن اتفاقات عجیبی رخ می‌دهد. انسان‌های آن آپارتمان رفتار عجیبی دارند و گویا به یک خوی حیوانی مبتلا شده‌اند که…